# Petr Fulín
Petr Fulín (Plzeň, 8 febbraio 1977) è un pilota automobilistico ceco.
Ha gareggiato al European Touring Car Cup, dove ha vinto il campionato due volte. È un ex pilota del World Touring Car Championship, dove ha fatto il suo debutto nel 2014.